# Folke Malmar
Karl Knut Folke Malmar, född 14 januari 1890 i Karlshamn, död 6 november 1947 i Stockholm, var en svensk diplomat och ämbetsman.

## Biografi
Folke Malmar var son till borgmästaren Knut Malmar och Ida Hasselrot  samt mellan 1918 och 1929 gift med Lily Lindrot och från 1930 gift med Gertrud Dannenberg.
Malmar blev 1913 fil.kand. och 1916 jur.kand. År 1917 blev han attaché vid UD, legationsråd och chef för UD:s juridiska byrå 1923. Under det kritiska året 1918 var han attaché vid den svenska beskickningen i Helsingfors och delegerad vid flera internationella konferenser. År 1928 blev han chef för UD:s rättsavdelning och 1930 utrikesråd, och 1937–1939 envoyé i Prag. Han var envoyé i Belgrad 1939 till 1941 då han försattes i disponibilitet. Innan han lämnade Belgrad utsattes han för en misshandel på öppen gata och skadorna bidrog till att han pensionerades 1945.